# 石馬公園
石馬公園（せきばこうえん）は、中華人民共和国湖南省婁底市婁星区長青街道にある都市公園（総合公園）。面積は225000平方メートル。

## 歴史
1999年、国内外観光客に一般公開される。

## 公園施設
- 御馬湖
- 石馬閣
- 浮雕屏風墻

## 自然
公園の主な植物はクスノキ、ヒノキ科、タイサンボク、玉蘭、モクセイ、メタセコイア、モモ、カエデ、油茶、バビショウ、竹などです。

## ギャラリー
- 御馬湖。
- 御馬湖。
- 桃花。
- 石馬侖。
- メリーゴーラウンド。
- ヤナギ。